# Mikołajowice (Petite-Pologne)
Pour les articles homonymes, voir Mikołajowice.
Mikołajowice est une localité polonaise de la gmina de Wierzchosławice, située dans le powiat de Tarnów en voïvodie de Petite-Pologne.